# بروملا
شهر بروملا (به سوئدی: Bromölla) در بخش بروملا در کشور سوئد واقع شده‌است. جمعیت این شهر ۱۳۷۳٫۷۵ نفر است.